# 通信
通信是發送者通过某種媒體以某種格式來傳遞信息到收信者以達致某個目的。广义上，任何信息的交通都是通信，狭义上的通信专指以电为载体进行的信息交流，所以很多时候，“通信”与“电信”的含义相近，不特别加以区分。通訊技術拉近了人與人之間的距離，提高了通訊的效率，深刻的改變了人類的沟通方式。

## 通信史
在古代，人們通過驛站、飛鴿傳書、烽火報警、符號、語言、眼神、觸碰等方式進行信息傳遞。到了今天，隨著科技水平的飛速發展，通訊基本完全利用有線或無線電完成，相繼出現了有線電話、固定電話、無線電話、手機、網際網路甚至視訊電話等各種通訊方式。

### 口語時代
口頭語，與書面語相對，是口頭交際時使用的語言，也是最早被人類普遍應用的語言形式。人類各民族都有口頭語。口頭語通常是通過聲音傳播的，但有時文學作品中也常以文字記敘口頭語。 口語，與手語相對，是用聲音表達意思的語言。

### 文字書寫時代
文字的發展是漸進發展的，在文字發展出來之前，已有許多的原始文字出現，這些原始文字处于从无文字向有文字的过渡阶段，它们和文字最大的差別在於這些符號通常不用于记录比较完整的语言，而是類似有系統的溝通或幫助記憶的符號。中国发现的贾湖契刻符号就属于从无文字向有文字发展的一个阶段，它可能是世界上已知最早的原始文字之一。
现在普遍认为，用于记录比较完整的语言的“真正”的文字是前3,500年左右的苏美尔人的楔形文字（旧译“丁头字”）。根據研究，這種最早的「文字」只是一種輔助記憶的工具，由簡化的線條構成，用以模擬所指的物體。如牛頭的線條表示牛，三角形內加一線表示女人，這些全是象形文字。隨着時間推移，象形文字不再只是代表它們所圖示的對象，而開始從上下文獲取更廣的含義。埃及的埃及象形文字较楔形文字稍晚（前3,000年左右）出现。
世界上最早的字母文字是前1000年左右的腓尼基字母，源于埃及圣书体。从西方的观点来看，现在的拉丁字母、西里尔字母来源于希腊字母（中间经历了数个阶段），而后者直接来源于腓尼基字母。
中国的汉字则经历了由表意为主向意音兼顾的过渡。早期的汉字中表意的象形字较多，后来，用形旁加声旁的造字法创造的形声字不断增多。在商代甲骨文里，形声字的比例占到百分之二十以上。在《说文》小篆里，形声字占到百分之八十以上，在现代汉字中占到百分之九十以上。
文字的发展经历了“图画文字-表意文字-表音文字”这几个阶段。要注意的是，这几个阶段只是表现了各种不同文字出现的顺序及相互关系，并不等于后者就一定比前者优越。不同类型文字的优劣应该结合其所记录的语言的不同特征来判断，只有能够准确地记录相应语言的特征的文字才是优秀的文字。

### 印刷時代
- 1044年，畢昇發明活字版印刷術。
- 1450年，約翰尼斯·古騰堡發明金屬活字印刷術。

### 电信时代
- 1837年，美國人摩尔斯發明電報機。
- 1857年，橫跨美國海底電報電纜完成。
- 1875年，貝爾發明史上第一支電話。
- 1895年，俄國人波波夫、美国人尼古拉·特斯拉和義大利人馬可尼同時成功研製了無線電接收機。
- 1895年，法國的盧米埃兄弟，在巴黎首映第一部電影。
- 1912年，鐵達尼號沈船事件中，無線電救了700多條人命。
- 1920年代，收音機問世。
- 1920年代，英國人貝爾德成功進行了電視畫面的傳送，被譽為電視發明人。
- 二次大戰爆發，電視事業中斷，戰火突顯廣播發送成本低、接收容易的特性，聽眾再次增加。
- 1962年，美國發射第一顆人造衛星，開啟電視衛星傳送的時代。

### 網路傳播時代
- 1955年，美國為了大戰的需要，發行了第一部軍用電子計算機。
- 1969年，美軍建立阿帕網(ARPANET)，目的是預防遭受攻擊時，通信中斷。
- 1983年，美國國防部將阿帕網分為軍網和民網，漸漸擴大為今天的網際網路。
- 1993年，美國宣布興建信息高速通路計畫，整合電腦、電話、電視媒體。

## 通信模型

香农和韦弗的通信模型

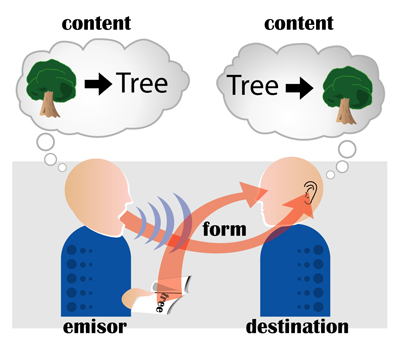
通信主要構面架構

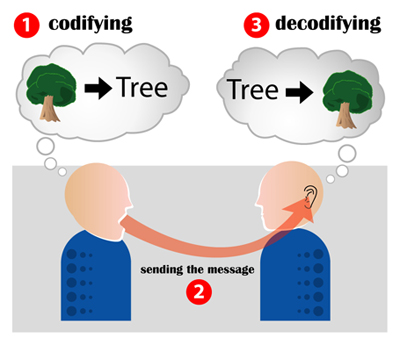
通信編碼及解碼架構

第一個主要的通信模型是由克劳德·香农和瓦倫·韋弗於1949年在貝爾實驗室。此模型最早是用來模擬廣播及電話的技術。最早的模型包括三個部份：发送设备、信道及接收设备。发送设备是電話，信道是電話传输线，而接收设备是另一部電話。香农和韋弗也發現在電話對話中常有靜電影響通話，這就是通信中的噪音。
有一個有關通信的簡單模型，一般稱為傳送模型或通信標準模型(standard view of communication)，其中信息（即消息中包含的有效内容）藉某種形式（即消息，例如語音，文字，數據，音樂，圖片，動畫等）由信息源／發送設備／信道（主要的產生噪聲的部分）／接收設備／受信者。這種常見對於通信的觀點將通信，視為一種傳送及接收資訊的方式，其優點是簡單、通用以及可量化。社會科學家香農和韋弗將此模式分為以下的元素。
1. 信息源，負責製造信息。
2. 发送设备，將信息轉換為信號。
3. 信道，信號在其上傳播。
4. 接收设备，將信號再還原成信息。
5. 受信者，信息要傳送到的目的地。

香农和韋弗認為在此理論中，有三個不同層次的通信問題。
技術問題：信息本身如何準確的傳送？
語義問題：信息的意義如何準確的傳達？
有效性問題：接收到的意義如何有效的影響行為？
丹尼爾·錢德勒對此模式的批評是：
- 假設通信的二端是孤立的個體。
- 不允許不同的目的。
- 不允許不同的解釋。
- 不允許不平等的權力關係。
- 不允許一些和情境有關的文本。

## 通信网
通信的实现依赖于通信网，通信网包括实现通信连接的建立和连接过程的管理。

## 通信噪音
在任何通信模型中，噪聲是指任何對接收方接收及解讀訊息的干擾。這裏有些噪音的例子：

### 環境噪聲
是指擾亂身體通信的噪音，如在聚會中站在揚聲器旁邊，或是因為教室旁建築工地的噪音，以致於難以聽到教授的說話。

### 生理缺陷噪音
生理缺陷妨碍有效的溝通，如失聰或失明

### 語義噪音
某些詞的含義不同的解釋。例如，英語“weeds”這個詞可以指院子裡一個不受歡迎的植物，或指大麻。

### 句法噪音
語法錯誤可以破壞通信，如在一個句子中的動詞時態的突然變化。

### 組織噪音
不佳結構的通信可以改變接收方的準確解釋。例如不清楚及不當陳述的指令會使接收方更加迷惑。

### 文化噪音
定型假設可能會導致誤解，如祝一個非基督教的人“聖誕快樂”無意中得罪他們。

### 心理噪音
某些心理狀態會使溝通變困難，例如非常悲傷或憤怒的情緒會使人無法專注在當下的情形，像自閉症等疾病也可能會妨礙有效的溝通。

## 通信协议
通信实现的一个基础前提，就是通信各方遵循一个共同的通信规则或约定，这个通信规则或约定即通信协议。通信协议是指通信各方事前约定的通信规则。每种协议都有其适用的应用环境。在计算机通信中，通信协议用于实现计算机与网络连接之间的标准，如局域网中常用的通信协议主要包括TCP/IP、NETBEUI和IPX/SPX三种协议。